# كيفن غال
كيفن غال (بالإنجليزية: Kevin Gall)‏ هو لاعب كرة قدم بريطاني، ولد في 4 فبراير 1982 في Merthyr Tydfil ‏ في المملكة المتحدة. شارك مع منتخب ويلز تحت 21 سنة لكرة القدم. أما مع النوادي، فقد لعب مع بورت فايل ودارلينجتون إف سى وكارديف سيتي ولينكولن سيتي أف سي ونادي بريستول روفيرز ونادي دالاس ونادي ريكسهام ونادي كارلايل يونايتد ونادي ووركينغتون ونادي يورك سيتي ويوفل تاون.

## وصلات خارجية
- كيفن غال على موقع قاعدة بيانات كرة القدم.إي يو (الإنجليزية)
- كيفن غال على موقع Soccerbase.com (لاعب) (الإنجليزية)